# Stanisław Habczyk
Stanisław Habczyk (ur. 8 maja 1942 w Chełmku) – polski nauczyciel, historyk i polityk, poseł na Sejm PRL IX kadencji.

## Życiorys
Syn Józefa i Heleny. W 1963 wstąpił do Polskiej Zjednoczonej Partii Robotniczej. Od 1964 (po ukończeniu studiów na Wydziale Historii Wyższej Szkoły Pedagogicznej w Krakowie) pracował jako nauczyciel. W latach 1967–1972 był kierownikiem MOPP w Żywcu, a od 1972 do 1981 dyrektorem liceum ogólnokształcącego i potem Zespołu Szkół Mechaniczno-Elektrycznych w Żywcu. W 1968 został absolwentem Międzywojewódzkiej Szkoły Partyjnej w Katowicach, a w 1978 studiów podyplomowych z zakresu organizacji i zarządzania oświatą. Od grudnia 1982 zasiadał w Komitecie Wojewódzkim PZPR w Bielsku-Białej, w tym od 8 stycznia 1985 do lutego 1990 był I sekretarzem KW.
W latach 1985–1989 pełnił mandat posła na Sejm PRL IX kadencji w okręgu Andrychów, zasiadając w Komisji Administracji, Spraw Wewnętrznych i Wymiaru Sprawiedliwości oraz w Komisji Nadzwyczajnej do rozpatrzenia projektu ustawy o zmianie ustawy Ordynacja wyborcza do rad narodowych.
Działacz Towarzystwa Miłośników Ziemi Żywieckiej.

## Odznaczenia
- Srebrny Krzyż Zasługi
- Brązowy Krzyż Zasługi
- Brązowy Medal „Za zasługi dla obronności kraju”
- Medal 40-lecia Polski Ludowej